# Rondeletia exasperata
Rondeletia exasperata är en måreväxtart som beskrevs av Attila L. Borhidi. Rondeletia exasperata ingår i släktet Rondeletia och familjen måreväxter. Inga underarter finns listade i Catalogue of Life.